# Округ Гилкрист (Флорида)
Гилкрист (енгл. Gilchrist County) је округ у америчкој савезној држави Флорида. По попису из 2010. године број становника је 16.939.

## Демографија
Према попису становништва из 2010. у округу је живело 16.939 становника, што је 2.502 (17,3%) становника више него 2000. године.
| Група             | 2000.          | 2010.          |
| Белци             | 12.812 (88,7%) | 14.882 (87,9%) |
| Афроамериканци    | 1.010 (7,0%)   | 897 (5,3%)     |
| Азијати           | 24 (0,2%)      | 60 (0,4%)      |
| Хиспаноамериканци | 404 (2,8%)     | 845 (5,0%)     |
| Укупно            | 14.437         | 16.939         |